# I Kissed a Girl
I Kissed a Girl (с англ. — «Я поцеловала девушку») — песня, записанная американской певицей Кэти Перри для второго студийного альбома исполнительницы One of the Boys, выход которого состоялся в 2008 году. 28 апреля 2008 года сингл был выпущен звукозаписывающей студией Capitol Records. Над записью сингла певица работала совместно с Максом Мартином, Кэти Деннис и продюсером Dr. Luke. В обществе сингл вызвал полемику из-за гомосексуального подтекста, сама исполнительница сказала, что это песня «о магической красоте женщины».
Главная песня с альбома, I Kissed a Girl на протяжении семи недель подряд возглавляла американский чарт Billboard Hot 100, став 1000-й песней, попавшей в топ чарта the Rock Era. Только в США сингл был продан в количестве более 4,7 миллионов цифровых копий. Сингл стал главным мировым хитом в англоязычных странах, возглавив верхушки чартов в США, Австралии, Канаде, Ирландии и Великобритании.
I Kissed a Girl была представлена на 51-й церемонии «Грэмми» в номинации «Лучший женский поп-вокал». Также она была номинирована в категории «Любимая песня» на вручении Kids' Choice Awards в 2009 году. В Британии песня была использована в качестве рекламной заставки 5 сезона «Отчаянных домохозяек» на Channel 4 в октябре 2008 года, за неделю до того, как он начался.

## Вдохновение и слова песни
Перри начала так: «I Kissed A Girl — это способ для меня показать что-то цепляющее и крутое, я думаю, это сработало». Она сказала:
«Все воспринимают песню и относят её к своей ситуации, они видят то, что хотят видеть. Любите, ненавидьте, для меня это песня про нас, девушек. Когда мы молоды, мы очень чувственны. У нас бывают спальные вечеринки с караоке, мы танцуем в пижамах. Мы, девушки, намного ближе в дружбе, по сравнению с парнями. Это не извращение, это просто мило, вот о чём эта песня…»
Перри также обозначила, что эта песня была вдохновлена одной её подругой:

«Песня была написана под вдохновением дружбы, которая у меня была с девушкой, когда мне было 15, но я её не целовала. Я была абсолютно одержима ей. Она была красивая — фарфоровая кожа, идеальный контур губ — мы до сих пор с ней общаемся, но я никогда не говорила, что песня написана о ней».
Песня частично была вдохновлена Скарлетт Йоханссон.

## Клип
Клип к песне был выпущен 16 мая 2008 на персональной страничке Перри на MySpace. Видео было снято режиссёром Kinga Burza в стиле Мулен Руж и поставлено, как бурлеск со сценами вместе с Кэти Перри и другими роскошно одетыми девушками, танцующими в клипе. Примерно в конце видео она просыпается с парнем, которого зовут Дерек (DJ Skeet Skeet). Несмотря на название песни, здесь не показывается однополый поцелуй. Кэти снялась в клипе с её настоящей подругой и диджеем Mia Moretti и её парнем, кошкой Беллой Маркуса Молинари и певицей Kesha.
Видео вышло в свет на телевидении впервые 12 июня на канале TRL с присутствием и интервью самой певицы на шоу. 24 июня 2008 песня стала номер один на TRL. Видео получило широкую трансляцию на этом музыкальном видео-канале и на VH1. Оно дебютировало на 20 позиции на VH1’s VH1 Top 20 Video Countdown 28 июня 2008. 30 июня 2008 видео стартовало на MTV Latin America. 6 июля 2008 оно поднялось до 4 строчки в VH1’s VH1 Top 20 Video Countdown. Клип получил 5 номинаций на вручении премии MTV Video Music Awards в 2008 году, включая «Лучшее женское видео» и «Лучший новый артист». У видео было более 24 миллиона просмотра на YouTube.

## Оценка критиков
Blogcritics Magazine назвал песню «моментально цепляющим номером» и About.com сказал:

«Напичканная инструментальной мощью, предусматривающая учтивость продюсера Dr. Luke, I Kissed a Girl — это идеальный прорыв».

Однако, журнал Rolling Stone, дав альбому One of the Boys 2 из 5 звезд, описал её так: «Клубная песня в стиле Нью-вейв», указывая на предположительно бунтарские, «привлекающие внимание» слова песни, как «сексапильный пересказ подвигов между цыпочками» и это «представление» просто привлекает внимание парней. Эта песня занимала 20 позицию в списке Rolling Stone 100 лучших синглов 2008 года. Allmusic хвалил «танцевальный ритм Гари Глиттера» прежде, чем раскритиковать продюсеров за то, что они превратили песню «в большую ошибку, обработав голос Перри на студии Pro Tools так, что её голос превратился в безликий набор звуков, предназначенный для раскрутки на ТВ-шоу, в анонсах кино и торговых центрах».
Сэл Кинкмэни из журнала Slant написала, что

«Сингл I Kissed a Girl характеризуется пульсирующим ритмом и заразительностью, хуком в припеве о лесбийстве, но её самодовольное позёрство звучит фальшиво в сравнении с профессионально сочиненными и смысловыми песнями по типу Justify My Love или практически любым треком первого десятилетии Ani DiFranco; это как детская версия DiFranco, измученная бисексуальным признанием Light of Some Kind».
На Hiponline.com написали, что песня

«и близко не так интересна или захватывающа, как вы бы ожидали. Она даже в подметке не годится песне Jill Sobule».
Glitterati Gossip по душе песня Sobule: «была в десять раз лучше, потому что в словах прослеживался настоящий эмоциональный смысл».

## Обсуждения
База данных AllMusic сделала такой вывод касаемо песни: «проблема не в любви к своему полу Кэти, дело в том, что там не вложено её сердце; она просто использует её в своих выгодах, поэтому она утопает в нелепости и малодушии». Журнал Slant сходится во взглядах с Allmusic, говоря, что песня «не так проблематична, потому что она продвигает гомосексуальность, но из-за её присвоение стиля жизни сексуальных меньшинств существует для единой цели, чтобы привлечь внимание — и парня Перри, и её слушателей».
Адам Хольц из PluggedinOnline, отдел Focus on the Family, написал статью с заголовком: «Рассказ Двух Кэти» о смене образа певицы из Современной Христианской Музыкальной артистки в одну из тех «девушек, которые распустились». Он критикует песню за то, что она была самой последней: «оглушительное сообщение молодым девушкам и мужчинам, что наша сексуальность — это покладистый товар, который может приобретать новую форму по желанию». Хольц аргументирует, что сообщение Перри несёт в себе: «не надо волноваться, кто может быть использован или олицетворен в процессе», мотивируя Перри жить «вплоть до дискредитирующе унижающего стереотипа».
В некоторых областях мира из-за содержания песня не попала в Top 40, а в некоторых местах даже не была выпущена вообще. Хотя Toronto Star описывает её, как «благоприятная для лесбиянок мелодия», то ли гомофобия вызывает негативные реакции на песню, то ли сама песня предстает, чтобы разделить критиков. Slant и другие критики предположили, что Перри возможно гомофоб, особенно в её сингле Ur So Gay, который выставляет I Kissed a Girl как линию мысли «классический пример „целующиеся парни — это вульгарно, целующиеся девушки — это круто“». Star Ledger ссылается на слушателя, который предположил, что негативные реакции на песню из-за гомофобии, говоря что это не навлекло бы такого неодобрения, спой её артист мужского пола, он сравнил уровень недвусмысленности в словах на радио, к примеру рэп. Писательница Vuv-A-Licious из MomLogic.com согласна, задаваясь вопросом «А что тут такого?» …Когда эта мелодия зазвучит, и мой сынишка или дочка затанцуют, я буду танцевать с ними, или попытаюсь признать, что они танцуют под другой ритм.
В августе 2008 года в интервью с Daily Mail, мать Перри, Мэри Хадсон, проповедница-евангелистка, сообщила, что ей не понравилась песня, заявляя: «Она, несомненно, пропагандирует гомосексуальность, и это отвратительный и позорный посыл…» Однако, Перри в официальном блоге заявила, что комментарии матери были полностью сфабрикованы, в то же время, подчёркивая тот факт, что родители любят и поддерживают её, и присутствуют на её появлениях в различных шоу.
Относительно вопроса её сексуальности, который вызвала песня, Перри сказала журналу Santa Barbara: «Мне нравится целоваться с парнями, но у меня нет сомнения, если Анджелина Джоли и Жизель Бюндхен станут вызывающими, кто не поморщится?». В интервью на блоге The New Gay, Перри призналась, что она на самом деле ни разу не целовала девушку и гетеросексуальна. Она процитировала: «Да, это фантастика, это песня о странности». Однако в отдельном интервью Перри заявила, что она целовала девушку.
В феврале 2009 года Марсиу Баррус, заместитель учителя английского языка в Федеральном округе (Бразилия) в средней школе был уволен после использования песни в классе среди учеников от 12 до 14 лет. Он был обвинен в продвижении гомосексуализма и употребления алкогольных напитков через слова песни. Министр образования поддержал решение главы школы.

## В медиа
Песня представлена в фильмах «Фистон», «Смешанные», «Мальчик встречает девочку» и «Идеальный голос 2», а также в телевизионных шоу «Молокососы», «Холмы», «20 к одному», «Теория Большого взрыва» и «Королевские гонки Ру Пола».

## Позиции в чартах
В России I Kissed a Girl появился 18 июля 2008 года на 61 позиции в российском радиочарте.
I Kissed a Girl дебютировала под 76 номером в Billboard Hot 100. После пары недель сингл попал в первую пятерку, благодаря росту цифровых скачиваний и увеличению выпусков на радио. Трек продолжала подниматься в чарте, и к следующей неделе достигла 2 место, оставив позади Coldplay. На следующей неделе песня достигла верхушки американского чарта, став 1000 хитом в Rock Era (961 хитом в the Billboard Hot 100). Вдобавок песня также стала второй в истории лейбла Capitol, ставшей хитом в чарте Hot 100, её лидирующим предшественником на той неделе была группа Coldplay с песней Viva La Vida, сделав это в первый раз в 1976 году. У Capitol было 2 впритык идущих лидера в чарте the Hot 100. Сингл также переправился в сестринское издание Billboard — R&R’s Rhythmic chart в 5 июльском выпуске, где она не только получила высший дебют даже за неритмичный трек, войдя под 26 номером с 1,065 прокрутками, у неё также был высший дебют в качестве нового артиста за последние пять лет. Это отличный выход для дебютного трека на Rhythmic с тех пор, как Бейонсе попала в него 21 номером с Crazy in Love в 2003 году. Она также стала первой песней с тех пор, как песня Gnarls Barkley Crazy появилась одновременно в чартах the Mainstream Top 40, Rhythmic, Adult Top 40 and Alternative. 26 июля 2008 года, трек также попал в историю, оставаясь на первой строчке в чарте Billboard’s Hot Dance Airplay 3 недели, впервые для сольного артиста с дебютным синглом. Песня держалась на верхушке чарта the Hot 100 7 недель подряд до того, как окончательно была свергнута песней Рианны Disturbia. Это второй хит, который дольше всех продержался в чарте the Hot 100 2008 года (вместе с Whatever You Like), с единственной песней Low Flo Rida держащейся на верхушке чарта долгое время. Согласно Official UK Singles Chart, сингл был распродан более 535,000 копиями в Великобритании по состоянию на 25 января 2009 года, являясь первым синглом обошедшим лейбл Virgin, продавшего больше половины миллиона копий песни Goodbye Spice Girls в 1998 году.
В Канаде сингл дебютировал на 55 строчке в чарте Canadian Hot 100, достигнув первой позиции 12 июня перепрыгнув с 26 строчки.
В Новой Зеландии песня дебютировала под 38 номером, после первого появления в других странах в чартах сингл передвинулся на 3 позицию уже через неделю. Песня получила золото после 7 недель продаж более 7,500 копий. 11 августа 2008 через 8 недель после дебюта в чарте, I Kissed A Girl окончательно стала хитом. I Kissed A Girl получила платину в Новой Зеландии после 20 недель продаж 15,000 копий.
В Австралии песня дебютировала на 13 месте 30 июня только за счет скачиваний, на следующей неделе перепрыгнув на вторую позицию, оставив позади Jordin Sparks. На следующей неделе она заняла первую строчку уже не за счет скачиваний, став только вторым синглом, сумевшим сделать это. Иронически, к тому времени песня стала хитом, это было время, когда был назначен Мировой День Юности в 2008 и событие несло анти-геевские взгляды. 21 июня 2008, после выпуска дисков трек удержал свою позицию хита и получил золото. Сингл держался на первой позиции несколько недель и был зарегистрирован дважды платиновым.
В Великобритании выпущенная кавер-версия артистом Ники Блиссом взобралась в чарт UK iTunes. Она дебютировала в чарте UK Singles (выпущенной 3 августа 2008) на 50 строчке.
Вторая кавер-версия, исполненная Barnicle вошла в чарт UK Singles (выпущенная 3 августа 2008) на 116 месте.
Из-за успеха кавер-версий официальный выпуск версии Katy Perry был перенесен с 1 сентября на 30 июля 2008 года. 3 августа 2008 песня, которая попала в чарт UK Singles под номером 139 неделей ранее, поднялась на 135 место, достигнув 4 строчки. Песня стала одной из самых запрашиваемых на Radio 1 во время заявок. На следующей неделе она проскользнула 3 позиции и попала на 1 место. На следующей неделе она оставалась на верхушке 7 недель подряд.
Даже пародии I Kissed a Girl были встречены с успехом в чартах. Dr. Demento занеся в рейтинг пародию Роберта Ланда I Peed in the Pool («Я описался в бассейне»), сделал её хитом. Песня вернулась обратно в топ-20 (достигнув 19 позиции) в Великобритании 4 января 2009 года, спустя 5 месяцев она была выпущена.

## Награды
| \| Награда \| Номинация \| Результат \| \| ------------- \| --------------------------------------------------- \| --------- \| \| About.com \| Top 100 Pop Songs of 2008 — #96[35] \| н/д \| \| Complex \| The 25 Greatest Slutwave Songs Of All Time — #2[36] \| н/д \| \| MTV \| The Best Songs of 2008 — #6[37] \| н/д \| \| Rolling Stone \| Top 100 Singles of 2008 — #20[38] \| н/д \| \| Z100 \| Top 100 Songs of 2008 — #17[39] \| н/д \| |                                                 |           |
| Награда | Номинация                                       | Результат |
| About.com | Top 100 Pop Songs of 2008 — #96                 | н/д       |
| Complex | The 25 Greatest Slutwave Songs Of All Time — #2 | н/д       |
| MTV | The Best Songs of 2008 — #6                     | н/д       |
| Rolling Stone | Top 100 Singles of 2008 — #20                   | н/д       |
| Z100 | Top 100 Songs of 2008 — #17                     | н/д       |